# Broadview, Illinois
Broadview är en ort (village) i Cook County, i delstaten Illinois, USA. Enligt United States Census Bureau har orten en folkmängd på 7 966 invånare (2011) och en landarea på 4,6 km².